# Винникова, Анастасия Игоревна
Анастасия Дмитриевна Винникова (бел. Анастасія Дзмітрыеўна Віннікава; род. 15 апреля 1991, Дзержинск, Минская область) — белорусская певица. Она представила Беларусь на «Евровидении-2011» с песней «I Love Belarus» («Я люблю Беларусь», муз. Е. Олейник, сл. Е. Олейник, С. Гераськова) (изначально для выступления была выбрана песня «Born in Belorussia», в дальнейшем был изменен её текст, однако песня была заменена ввиду её раннего исполнения в мае 2010 года, что противоречит правилам «Евровидения»). Винникова выиграла национальный отбор с помощью голосования национального жюри (с результатом 73 балла). Выступила 12 мая во втором полуфинале конкурса под номером 16. В финал не вышла.

## Биография
Родилась 15 апреля 1991 года в Дзержинске Минской области. Мать Лемех Елена Анатольевна. Начала петь в три года, в детском саду. В пять лет продолжила заниматься пением в городском Доме культуры. Принимала участие в многочисленных конкурсах и фестивалях, среди которых телевизионный детский конкурс «Все мы родом из детства». Закончила в Дзержинске музыкальную школу по классу «фортепиано» и «хоровое отделение». Среднюю общеобразовательную школу окончила с золотой медалью, после чего поступила на переводческий факультет Минского государственного лингвистического университета.
Занималась вокалом с Татьяной Глазуновой, работала с Василием Раинчиком. Песни для Винниковой писал белорусский автор Евгений Олейник. За время сотрудничества было написано пять композиций. Принимала участие в проектах ОНТ — «Эстрадный коктейль» и дважды в «Музыкальном суде».
В 2009 году стала финалисткой конкурса «БелАЗовский аккорд». Первое выступление на профессиональной сцене произошло на открытии «Минск-Арены», где она выступила перед пятнадцатитысячной аудиторией. В 2010 Винникова выступала на торжественном приёме с участием президента Александра Лукашенко во Дворце Республики, посвящённом новогодним праздникам. Исполнила несколько джазовых песен.
Первоначально песня, с которой собиралась ехать Винникова на Евровидение — «Born in Belorussia» («Рождённая в Белоруссии»), не подошла по правилам конкурса, так как её ролик уже демонстрировался до объявления результата отборочного конкурса. С этой песней выступала также на «Музыкальном суде-3». Песню переделали специально для конкурса, в частности, был несколько изменён её текст, а также было изменено название на «I Love Belarus».